# Дани Росоув
Дани Росоув (енгл. Danie Rossouw; 6. мај 1978) професионални је јужноафрички рагбиста, који тренутно игра за Тулон. У најјачој лиги на свету играо је 9 година за Булсе (116 утакмица, 9 есеја), са којима је у 3 наврата освајао ово елитно такмичење (2007, 2009, 2010). За репрезентацију ЈАР дебитовао је на светском првенству 2003. против Уругваја. У утакмици против Грузије на том светском првенству постигао је 2 есеја. Освојио је са "спрингбоксима" титулу првака Света 2007. У полуфиналу против Аргентине на том великом такмичењу постигао је есеј. Са "спрингбоксима" је освојио 2009. куп три нације. Освојио је 2 титуле првака Јапана са Санголијатом, па је прешао у Тулон, са којим је до сада освојио француску лигу (2014) и 2 купа европских шампиона (2013, 2014).